# Leal Senado
Leal Senado (portugisiska Lojala Senaten) var en byggnad för Portugisiska Macaos regering och byggdes 1784, i nyklassisk stil. Byggnaden anses vara ett av de mest framstående exemplen på portugisisk arkitektur i Macao. Den ligger vid Leal Senado-torget i Macaos historiska centrum som är ett världsarv i Kina.
Leal Senado fick sitt namn av kronprins Johan som ett erkännande av att Macaus regering aldrig accepterade unionen med Spanien åren 1580-1640.

## Historia

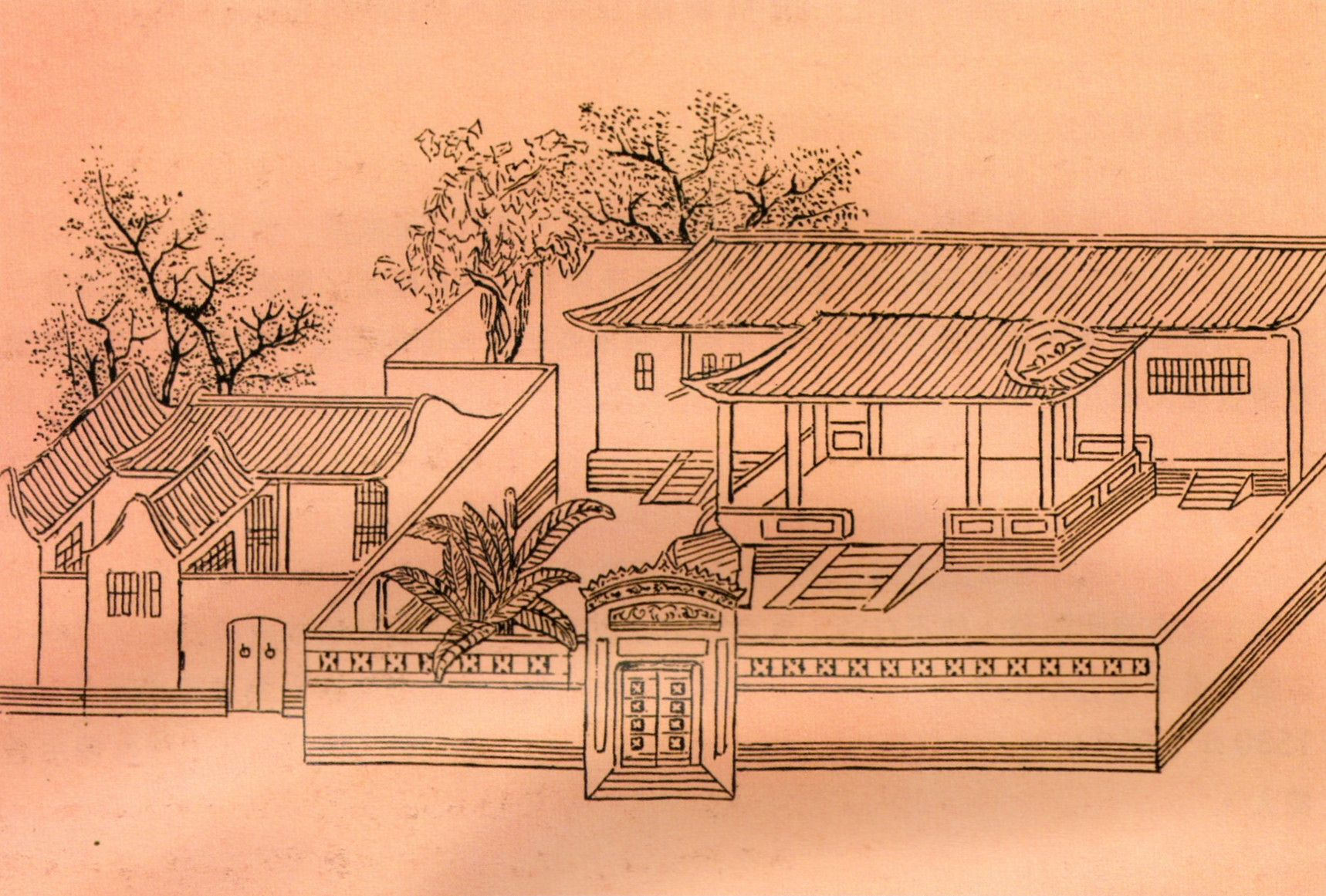
Leal Senado omkring 1751

När Macao blev en portugisisk koloni i mitten på 1550-talet fanns en kinesisk paviljong vid platsen för Leal Senado. Här fördes förhandlingar med kinesiska representanter för Mingdynastin om handelsavtal och liknande. År 1784 fick Portugal köpa detta område med ett flertal kinesiska hus. Leal Senado byggdes i nyklassisk stil och blev säte för postkontor, museum och fängelse.
1904 gjordes en genomgripande renovering av byggnaden, med 1936 skadades byggnaden av en svår tyfon. 1940 restaurerades Leal Senado och fick sitt nuvarande utseende.

## Trädgård
Bakom Leal Senado finns en liten trädgård på 290 m² som tillkom 1940. Denna trädgård är ett litet paradis som är inspirerat av små trädgårdar i Portugal och Goa. I centrum står en armillarsfär som symboliserar Portugals närvaro i världen. Omgivande murar är täckta med azulejos och vinstockar. Här finns också palmer, en fontän och en byst av poeten Luís de Camões.

## Galleri

Leal Senado-byggnaden, Macao
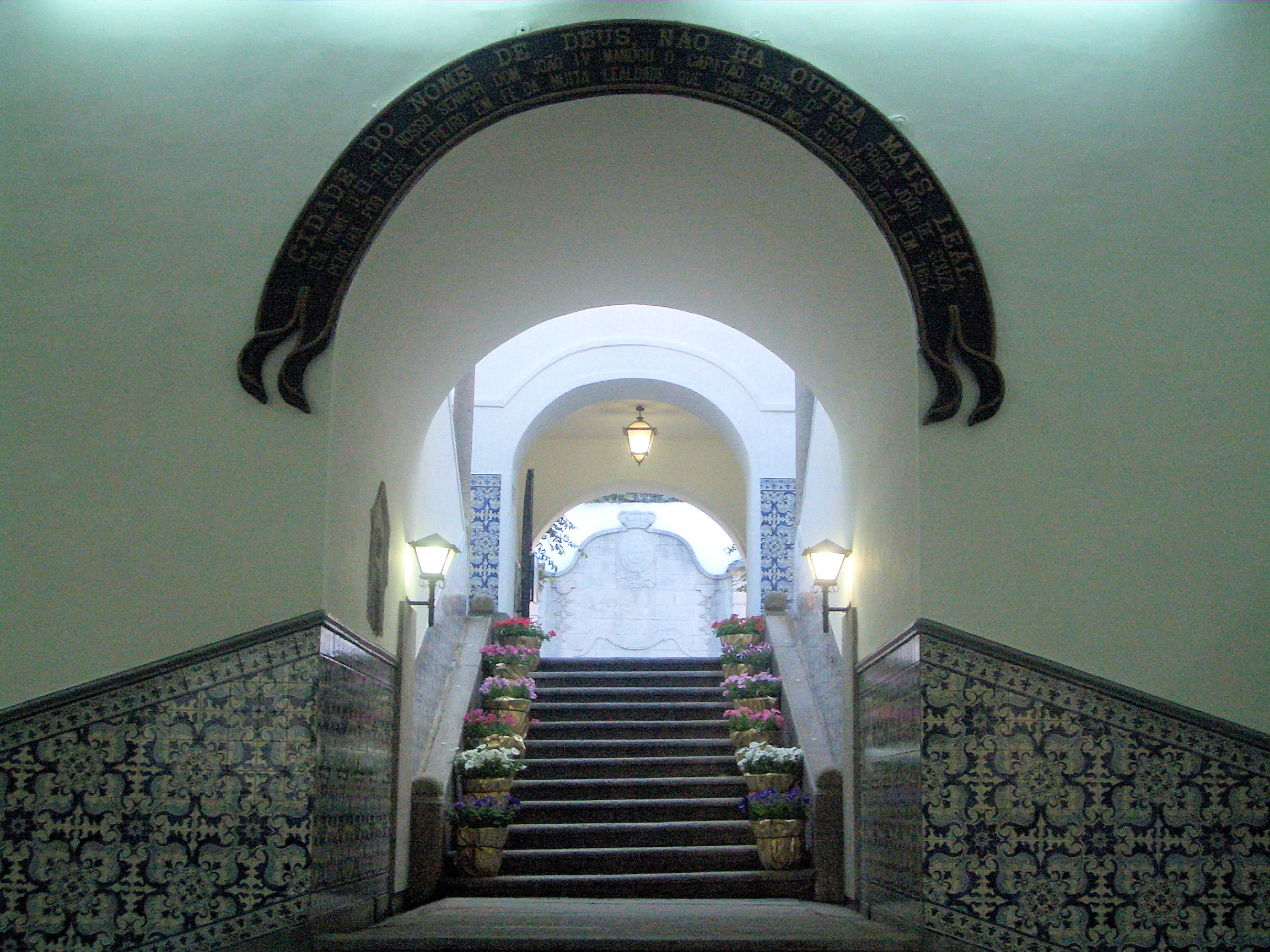
Innanför huvudingången visas titeln som förlänats Macao av kung Johan IV.
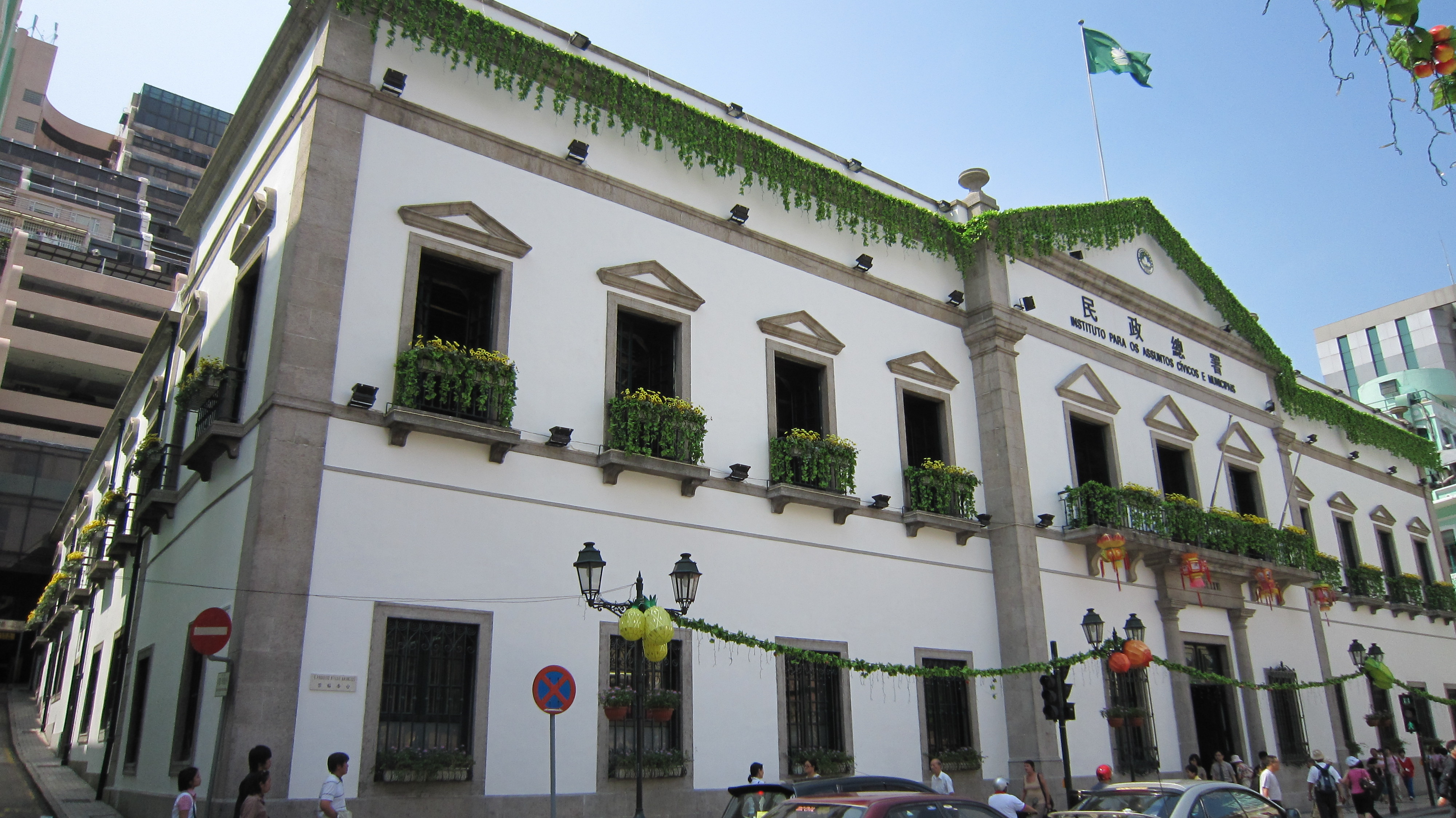
Kanslihuset kopplat till det tidigare parlamentet i Macao.
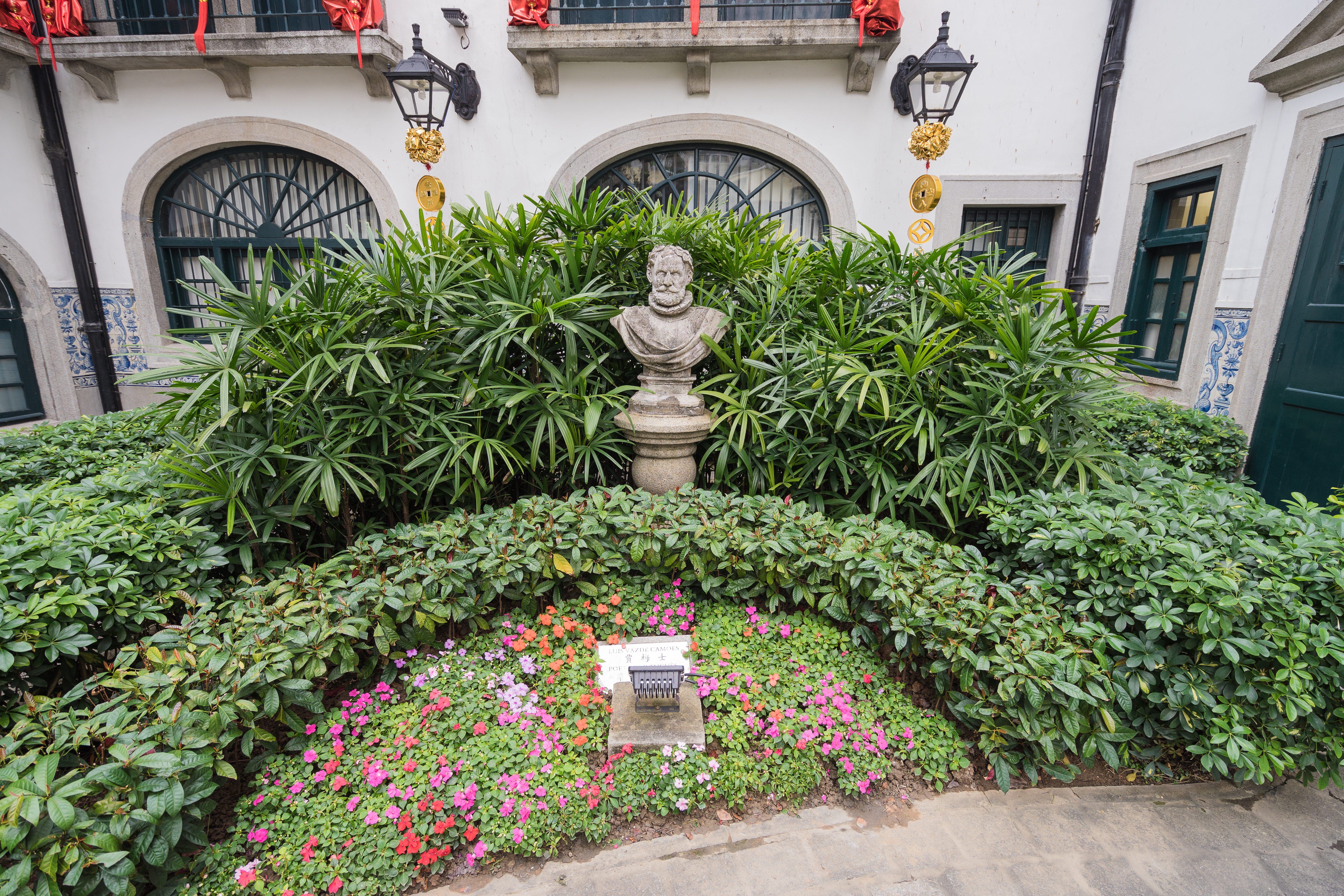
En staty över Luís Vaz de Camões på innergården.